# Rumex patientia
Rumex patientia L. è una pianta appartenente alla famiglia delle Poligonacee, conosciuta con i nomi comuni lapazio, romice, erba pazienza.

## Uso alimentare
Le foglie sono ricche di minerali e possono essere raccolte in qualsiasi momento; possono essere utilizzate crude nelle insalate, cotte in zuppe e stufati o stratificate in piatti da forno come le lasagne. In primavera è spesso consumato come ortaggio a foglia nell'Europa meridionale, soprattutto in Romania (nel ciorbă de ștevie), Macedonia del Nord, Romania e Serbia (nel sarmale).

## Farmacopea
Il lapazio è annoverato fra le piante officinali. È ricco di ossalato di potassio, acido crisofanico o rumicina e ferro combinato in forma organica. Il tempo balsamico è il mese di settembre.